# Beiarelva
Beiarelva (auch Storåga, lulesamisch Bájddárjåhkå) ist ein norwegischer Fluss in der Kommune Beiarn in der Provinz (Fylke) Nordland. Die Beiarelva zählt zu den größten Flüssen in Nordland.

## Verlauf
Der Fluss entspringt dem Gletschergebiet im Saltfjellet-Svartisen-Nationalpark an der Grenze der Kommune Beiarn zu Rana und Meløy. Von dort fließt die Beiarelva Richtung Nordosten durch das Tal Beiardalen. In diesem Abschnitt verläuft der Fylkesvei 7454 parallel zur Beiarelva durch das Tal. Von Westen kommend mündet die Gråtåga in den Fluss. In seinem anfänglichen Lauf befinden sich mehrere Wasserfälle. Später knicken das Tal und der Fluss in den Westen ab. Die Beiarelva mündet schließlich bei Tverrvika in den Beiarfjord. Kurz vor der Mündung ins Meer mündet der linke Nebenfluss Arstadelva in den Fluss.
Die Behörde Norges vassdrags- og energidirektorat (NVE) gibt ein Einzugsgebiet von 1065,8 km² an. Im Jahr 2004 wurde für den Fluss ein Einzugsgebiet von 856 km² angegeben.

## Fischbestand
In der Beiarelva werden Lachse und Meerforellen gefangen. Die lachsführende Strecke des Flusses mitsamt seiner Nebenflüsse beträgt 61,6 Kilometer. Die Wandersaibling-Population gilt als gefährdet. Im Jahr 1978 wurde der Lachs-Parasit Gyrodactylus salaris im Fluss gefunden. Es wird vermutet, dass er von Vögeln aus einem benachbarten Fluss übertragen wurde. Dies führte während der 1980er-Jahre zu einer starken Abnahme der Lachspopulation im Fluss. 1989 wurden das Lachsfischen in der Beiarelva verboten, Meerforellen etwa durften weiter gefangen werden. Der Fluss wurde 1994 mit Rotenon behandelt. 2001 wurde der Lachs-Parasit nicht mehr im Fluss festgestellt und der Lachsfang wieder erlaubt.

## Nutzung
Das Schmelzwasser aus dem Gletscherregion im Quellgebiet des Flusses wird seit den 1990er-Jahren größtenteils in den Stausee Storglomvatnet abgeführt. Die Beiarelva selbst wurde vom norwegischen Nationalparlament Storting gegen einen weiteren Ausbau für Wasserkraftwerke größtenteils geschützt.